# Gustav Cassel

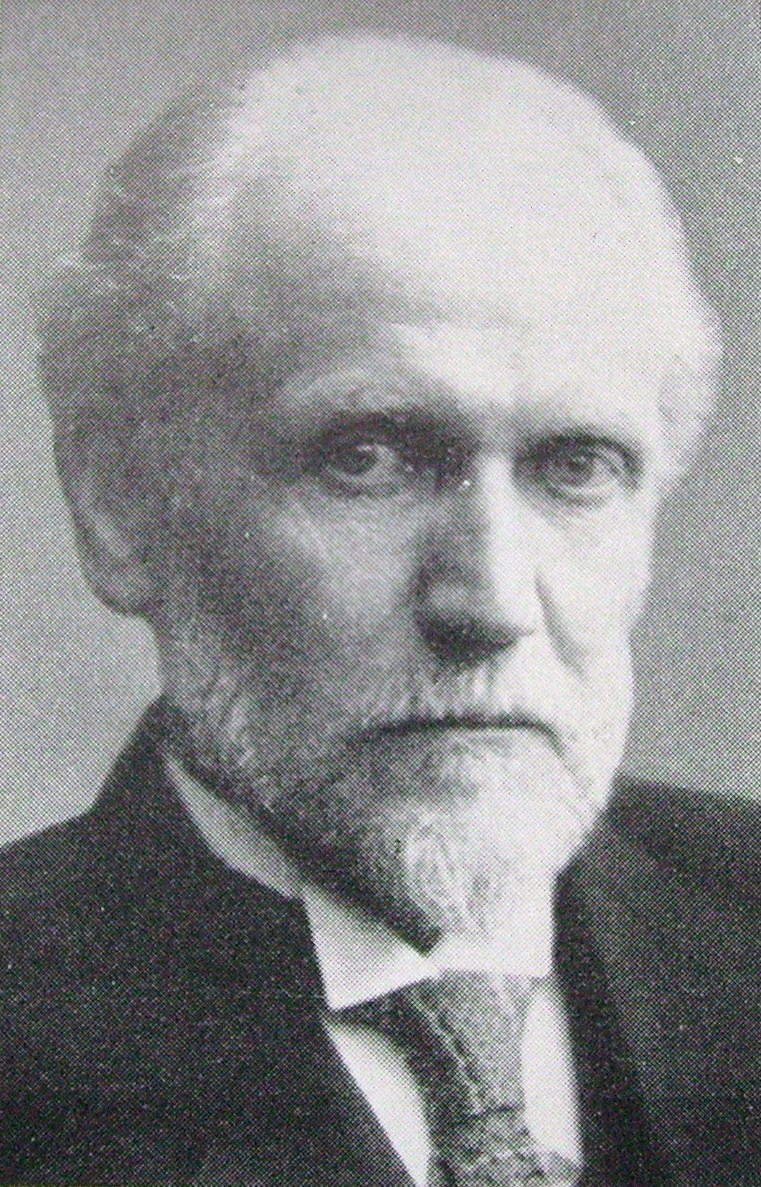
Gustav Cassel

Karl Gustav Cassel (* 20. Oktober 1866 in Stockholm; † 15. Januar 1945 in Jönköping) war ein schwedischer Professor für Volkswirtschaftslehre. Er studierte zuerst Mathematik in Uppsala und dann Ökonomie in Deutschland. Er lehrte Ökonomie in Stockholm von 1903 bis 1936. Er war Begründer der Schwedischen Schule der Nationalökonomie, zusammen mit Knut Wicksell und David Davidson. Cassel gilt als Wegbereiter der Kaufkraftparitätentheorie. Zu seinen Schülern gehören Eli Heckscher, Gunnar Myrdal und Bertil Ohlin.

## Wirken

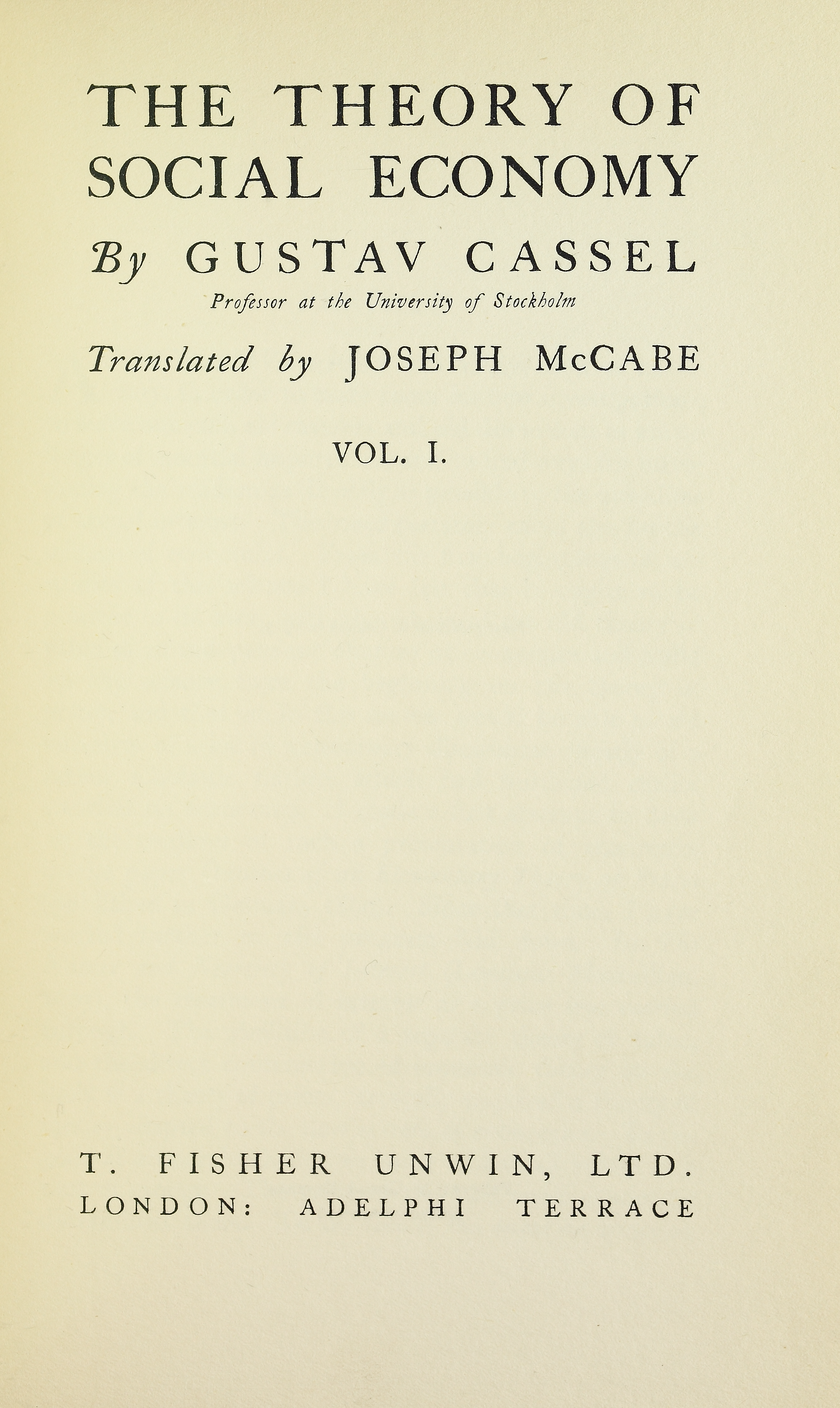
Theoretische Sozialökonomie, 1923

In seinem Hauptwerke Theoretische Sozialökonomie formulierte Cassel als erster eine Formel für ein kontinuierliches Wachstum, bei dem die Sparsumme gleich der Investitionssumme ist. 
Ebenso wie John Maynard Keynes warnte Gustav Cassel bereits in den 1920er Jahren vor einer Rückkehr zum Goldstandard und einer schweren deflationären Depression durch eine Senkung des Preisniveaus entsprechend der Goldparitäten der Vorkriegszeit. Er war in den frühen 1920er Jahren einer der bekanntesten Ökonomen, weshalb seine Warnungen vor dem Goldstandard nicht ohne weiteres ignoriert werden konnten. 
Der Finanzausschuss des  Völkerbundes hatte 1929 eine Goldkommission ernannt, die von Frühsommer 1930 bis Frühjahr 1932 die Probleme mit dem Goldstandard diskutierte. Gustav Cassel erklärte die Weltwirtschaftskrise mit der durch den Goldstandard erzwungenen Deflationspolitik und plädierte für eine expansive Geldpolitik. Das deutsche Mitglied der Goldkommission war der überzeugte Deflationist Moritz Julius Bonn, der entschieden gegen Cassels Thesen argumentierte. Der Schlussbericht der Goldkommission im Jahr 1932, der für die Beibehaltung des Internationalen Goldstandards plädierte, wurde von Gustav Cassel als einzigem Mitglied nicht unterzeichnet. Obwohl England und die Länder des Sterling-Blocks schon im September 1931 den Goldstandard aufgegeben hatten, beschränkten sich die beiden Engländer Henry Strakosch und Reginald Mant mit dem Belgier Albert-Edouard Janssen auf einen Minderheitsbericht und stimmten der Grundhaltung der Goldkommission zu.   
In seinen Publikationen wie etwa Postwar Monetary Stabilization (1928), The Crisis in the World’s Monetary System (1932) und The Downfall of the Gold Standard (1936) sowie mehreren Vorträgen in dieser Zeit behandelte Gustav Cassel die von der Währungspolitik verursachten Probleme der Wirtschaft und plädierte zuletzt für ein vom Gold gänzlich unabhängiges Währungssystem.
1934 wurde Cassel in die American Academy of Arts and Sciences gewählt.
Cassel war seit 1895 verheiratet mit der in Düsseldorf geborenen Johanna Möller (1870–1936), einer Tochter des norwegischen Landschaftsmalers Niels Bjørnsen Møller und dessen schwedischer Ehefrau Jeannette, geborene Holmlund, die ebenfalls eine Malerin war. Das Paar hatte eine Tochter und zwei Söhne. Die Tochter Margit Cassel (1897–1994) heiratete 1927 den Wirtschaftswissenschaftler Nils Wohlin, der 1923/1924 schwedischer Handelsminister gewesen und 1928/1929 schwedischer Finanzminister war.

## Werke
- Das Recht auf den vollen Arbeitsertrag. Eine Einführung in die theoretische Ökonomie, Göttingen 1900, Vandenhoeck & Ruprecht.

- The Nature and Necessity of Interest, New York 1903, Macmillan.
- Deutschlands wirtschaftliche Widerstandskraft, Berlin 1916, Ullstein.
- Theoretische Sozialökonomie, Leipzig 1918, C. F. Winter (5. Auflage Leipzig 1932).
- The World’s Monetary Problems, London 1921, Constable and Co.
- Das Geldwesen nach 1914, Leipzig 1925, Glöckner.
- Grundgedanken der theoretischen Ökonomie, Leipzig 1926, Deichert.
- Das Stabilisierungsproblem oder der Weg zu einem festen Geldwesen, Leipzig 1926, Glöckner.
- Neuere monopolistische Tendenzen in Industrie und Handel. Eine Untersuchung über die Natur und die Ursachen der Armut der Nationen, Berlin 1927, Springer.
- Sozialismus oder Fortschritt, Berlin 1929, Hobbing.
- Die Krise im Weltgeldsystem, 3 Vorträge gehalten als Rhodes Memorial Lectures, Berlin 1933, Buchholz & Weisswange
- On quantitative thinking in economics, Oxford 1935, Clarendon Press.
- Der Zusammenbruch der Goldwährung, Stuttgart 1937, Kohlhammer.

Festschrift
- Johan Åkerman (Hrsg.): Economic essays in honour of Gustav Cassel, London 1933, Allen & Unwin.